# Burgos Club de Fútbol
Il Burgos Club de Fútbol è una società calcistica spagnola con sede nella città di Burgos, in Castiglia e León. 
Gioca nella Segunda División, la seconda serie del campionato spagnolo.

## Competizioni nazionali
- 1ª División: 9 stagioni
- 2ª División: 22 stagioni
- 2ª División B: 13 stagioni
- 3ª División: 21 stagioni

## Storia
Il club venne fondato nel 1936 con il nome di Gimnástica Burgalesa, modificato dodici anni più tardi in Burgos Club de Fútbol.
Nel 1983 la società fallì a causa di seri problemi economici: la squadra riserve di allora, il Burgos Promesas (fondato nel 1973) cambiò quindi nome in Real Burgos CF sostituendo di fatto la precedente.
Questa continuò fino al termine della stagione 1993-1994, quando sospese l'attività per un anno, riprendendo nel 1995-1996, ultima stagione prima di cessare l'attività rimanendo inattiva.
Nel frattempo nel 1994 venne fondato il Burgos Club de Fútbol, un altro club cittadino con il nome del precedente fallito nel 1983.

## Cronistoria del Real Burgos Club de Fútbol

### Nomi precedenti
- Gimnástica Burgalesa - (1936–1948)
- Burgos Club de Fútbol - (1948–1983)
- Burgos Promesas - (1973-1983) (Squadra riserve del Burgos CF)
- Real Burgos CF - (1983 – 1996) (inattiva)
- Burgos Club de Fútbol - (1994–)

## Palmarès

### Competizioni nazionali
- Segunda División: 2

1975-1976, 1989-1990
- Segunda División B: 1

2000-2001
- Copa Federación de España: 1

1996-1997

### Altri piazzamenti
- Segunda División:

Secondo posto: 1970-1971
- Segunda División B:

Secondo posto: 1985-1986 (gruppo I), 2006-2007 (gruppo II)
Terzo posto: 1982-1983 (gruppo I), 1999-2000 (gruppo II), 2002-2003 (gruppo III), 2004-2005 (gruppo II), 2005-2006 (gruppo II)
Promozione: 2020-2021

## Rosa 2025-2026
Aggiornata al 14 agosto 2025.
| N. |                      | Ruolo | Calciatore      |
| -- | -------------------- | ----- | --------------- |
| 2  | Spagna (bandiera)    | D     | Álex Lizancos   |
| 4  | Colombia (bandiera)  | D     | Anderson Arroyo |
| 5  | Spagna (bandiera)    | C     | Miguel Atienza  |
| 6  | Spagna (bandiera)    | D     | Sergio González |
| 7  | Colombia (bandiera)  | A     | Mateo Mejía     |
| 8  | Spagna (bandiera)    | C     | Grego Sierra    |
| 9  | Spagna (bandiera)    | A     | Fer Niño        |
| 10 | Martinica (bandiera) | A     | Kévin Appin     |
| 11 | Spagna (bandiera)    | A     | Víctor Mollejo  |
| 12 | Francia (bandiera)   | D     | Florian Miguel  |
| 13 | Spagna (bandiera)    | P     | Ander Cantero   |
| 14 | Spagna (bandiera)    | C     | David González  |

| N. |                     | Ruolo | Calciatore       |
| -- | ------------------- | ----- | ---------------- |
| 15 | Svizzera (bandiera) | C     | Gabriel Barès    |
| 16 | Spagna (bandiera)   | D     | Curro Sánchez    |
| 18 | Spagna (bandiera)   | D     | Aitor Córdoba    |
| 19 | Spagna (bandiera)   | A     | Iván Chapela     |
| 21 | Spagna (bandiera)   | C     | Iñigo Córdoba    |
| 22 | Spagna (bandiera)   | D     | Brais Martínez   |
| 23 | Spagna (bandiera)   | C     | Iván Morante     |
| 24 | Serbia (bandiera)   | D     | Nikola Miličić   |
| 33 | Spagna (bandiera)   | C     | Marcelo Expósito |
|    | Spagna (bandiera)   | A     | Mario González   |
|    | Spagna (bandiera)   | C     | Ander Martín     |
|    | Spagna (bandiera)   | C     | Saúl del Cerro   |

## Rosa 2024-2025
Aggiornata al 30 gennaio 2025.
| N. |                      | Ruolo | Calciatore      |
| -- | -------------------- | ----- | --------------- |
| 1  | Francia (bandiera)   | P     | Loïc Badiashile |
| 2  | Argentina (bandiera) | D     | Lisandro López  |
| 3  | Francia (bandiera)   | D     | Florian Miguel  |
| 4  | Colombia (bandiera)  | D     | Anderson Arroyo |
| 5  | Spagna (bandiera)    | C     | Miguel Atienza  |
| 6  | Spagna (bandiera)    | D     | Raúl Navarro    |
| 7  | Spagna (bandiera)    | A     | Dani Ojeda      |
| 9  | Spagna (bandiera)    | A     | Fer Niño        |
| 10 | Spagna (bandiera)    | C     | Borja Sánchez   |
| 11 | Spagna (bandiera)    | A     | Álex Sancris    |
| 12 | Martinica (bandiera) | A     | Kévin Appin     |
| 13 | Spagna (bandiera)    | P     | Ander Cantero   |

| N. |                           | Ruolo | Calciatore       |
| -- | ------------------------- | ----- | ---------------- |
| 14 | Spagna (bandiera)         | C     | David González   |
| 16 | Spagna (bandiera)         | D     | Curro Sánchez    |
| 17 | Spagna (bandiera)         | C     | Javi López       |
| 18 | Spagna (bandiera)         | D     | Aitor Córdoba    |
| 19 | Spagna (bandiera)         | A     | Edu Espiau       |
| 20 | Spagna (bandiera)         | D     | Pipa             |
| 21 | Spagna (bandiera)         | C     | Iñigo Córdoba    |
| 22 | Cile (bandiera)           | C     | Thomas Rodríguez |
| 23 | Spagna (bandiera)         | C     | Iván Morante     |
| 27 | Spagna (bandiera)         | D     | David López      |
| 38 | Spagna (bandiera)         | D     | Ian Forns        |
|    | Costa d'Avorio (bandiera) | D     | Ghislain Konan   |

## Rosa 2023-2024
Aggiornata al 25 gennaio 2024.
| N. |                      | Ruolo | Calciatore        |
| -- | -------------------- | ----- | ----------------- |
| 1  | Francia (bandiera)   | P     | Loïc Badiashile   |
| 2  | Spagna (bandiera)    | D     | Borja González    |
| 5  | Spagna (bandiera)    | C     | Miguel Atienza    |
| 6  | Spagna (bandiera)    | D     | Raúl Navarro      |
| 7  | Spagna (bandiera)    | A     | Dani Ojeda        |
| 8  | Spagna (bandiera)    | C     | Ander Martín      |
| 9  | Spagna (bandiera)    | A     | Fer Niño          |
| 10 | Spagna (bandiera)    | C     | Álex Bermejo      |
| 11 | Spagna (bandiera)    | A     | Álex Sancris      |
| 12 | Martinica (bandiera) | A     | Kévin Appin       |
| 13 | Spagna (bandiera)    | P     | José Antonio Caro |

| N. |                       | Ruolo | Calciatore        |
| -- | --------------------- | ----- | ----------------- |
| 14 | Spagna (bandiera)     | D     | Unai Elgezabal    |
| 16 | Spagna (bandiera)     | C     | Curro Sánchez     |
| 17 | Spagna (bandiera)     | C     | Andy Rodríguez    |
| 18 | Spagna (bandiera)     | D     | Aitor Córdoba     |
| 19 | Spagna (bandiera)     | A     | Edu Espiau        |
| 20 | Spagna (bandiera)     | D     | Grego Sierra      |
| 22 | Spagna (bandiera)     | C     | Miki Muñoz        |
| 23 | Spagna (bandiera)     | D     | José Matos        |
| 24 | Montenegro (bandiera) | D     | Esteban Saveljich |
| 27 | Spagna (bandiera)     | C     | Javi López        |
|    | Spagna (bandiera)     | C     | Joni Montiel      |

## Rosa 2022-2023
Aggiornata al 7 febbraio 2023.
| N. |                    | Ruolo | Calciatore          |
| -- | ------------------ | ----- | ------------------- |
| 1  | Spagna (bandiera)  | P     | Dani Barrio         |
| 2  | Spagna (bandiera)  | D     | Borja González      |
| 3  | Spagna (bandiera)  | D     | Fran García         |
| 4  | Spagna (bandiera)  | D     | Míchel Zabaco       |
| 5  | Spagna (bandiera)  | C     | Miguel Atienza      |
| 6  | Spagna (bandiera)  | D     | Raúl Navarro        |
| 7  | Spagna (bandiera)  | A     | Juan Artola         |
| 8  | Spagna (bandiera)  | C     | Pablo Valcarce      |
| 9  | Marocco (bandiera) | A     | Mourad El Ghezouani |
| 10 | Spagna (bandiera)  | C     | Álex Bermejo        |
| 11 | Spagna (bandiera)  | C     | Gaspar Campos       |
| 12 | Spagna (bandiera)  | A     | Sergio Castel       |
| 13 | Spagna (bandiera)  | P     | José Antonio Caro   |

| N. |                    | Ruolo | Calciatore      |
| -- | ------------------ | ----- | --------------- |
| 14 | Spagna (bandiera)  | D     | Unai Elgezabal  |
| 15 | Spagna (bandiera)  | C     | Juan Hernández  |
| 16 | Spagna (bandiera)  | C     | Curro Sánchez   |
| 17 | Spagna (bandiera)  | C     | Andy Rodríguez  |
| 18 | Spagna (bandiera)  | D     | Aitor Córdoba   |
| 19 | Spagna (bandiera)  | D     | Jesús Areso     |
| 20 | Spagna (bandiera)  | D     | Grego Sierra    |
| 21 | Spagna (bandiera)  | D     | David Goldar    |
| 22 | Spagna (bandiera)  | C     | Miki Muñoz      |
| 23 | Spagna (bandiera)  | D     | José Matos      |
| 24 | Spagna (bandiera)  | C     | Javi Pérez      |
|    | Francia (bandiera) | P     | Loïc Badiashile |

## Rosa 2021-2022
Aggiornata al 22 gennaio 2022.
| N. |                   | Ruolo | Calciatore          |
| -- | ----------------- | ----- | ------------------- |
| 1  | Spagna (bandiera) | P     | Alfonso Herrero     |
| 2  | Spagna (bandiera) | D     | Álvaro Rodríguez    |
| 3  | Spagna (bandiera) | D     | Fran García         |
| 4  | Spagna (bandiera) | D     | Míchel Zabaco       |
| 5  | Spagna (bandiera) | C     | Eneko Undabarrena   |
| 6  | Spagna (bandiera) | D     | Raúl Navarro        |
| 7  | Spagna (bandiera) | A     | Juanma García       |
| 8  | Spagna (bandiera) | C     | Pablo Valcarce      |
| 9  | Spagna (bandiera) | A     | Guillermo Fernández |
| 10 | Spagna (bandiera) | C     | Riki Rodríguez      |
| 11 | Spagna (bandiera) | C     | Roberto Alarcón     |
| 12 | Spagna (bandiera) | D     | Miguel Rubio        |
| 13 | Spagna (bandiera) | P     | José Antonio Caro   |
| 14 | Spagna (bandiera) | D     | Unai Elgezabal      |
| 15 | Spagna (bandiera) | A     | Álex Alegría        |

| N. |                   | Ruolo | Calciatore      |
| -- | ----------------- | ----- | --------------- |
| 16 | Serbia (bandiera) | C     | Filip Malbašić  |
| 17 | Spagna (bandiera) | C     | Andy Rodríguez  |
| 18 | Spagna (bandiera) | D     | Aitor Córdoba   |
| 19 | Spagna (bandiera) | A     | Claudio Medina  |
| 20 | Spagna (bandiera) | D     | Gregorio Sierra |
| 21 | Spagna (bandiera) | C     | Saúl Berjón     |
| 22 | Spagna (bandiera) | C     | Miki Muñoz      |
| 23 | Spagna (bandiera) | D     | José Matos      |
| 24 | Spagna (bandiera) | C     | Ernesto Gómez   |
| 26 | Spagna (bandiera) | P     | Óscar López     |
| 27 | Spagna (bandiera) | C     | Álex Bermejo    |
| 28 | Spagna (bandiera) | C     | Gaspar Campos   |
| 33 | Spagna (bandiera) | C     | Miguel Atienza  |
| 34 | Spagna (bandiera) | P     | Dani Barrio     |

## Rosa 2020-2021
Aggiornata al 6 aprile 2021.
| N. |                      | Ruolo | Calciatore          |
| -- | -------------------- | ----- | ------------------- |
| 1  | Argentina (bandiera) | P     | Marcelo Barovero    |
| 2  | Spagna (bandiera)    | D     | Álvaro Rodríguez    |
| 3  | Galles (bandiera)    | D     | Ryan Leak           |
| 4  | Spagna (bandiera)    | D     | Míchel Zabaco       |
| 5  | Spagna (bandiera)    | C     | Eneko Undabarrena   |
| 6  | Spagna (bandiera)    | D     | Raúl Navarro        |
| 7  | Spagna (bandiera)    | A     | Juanma García       |
| 8  | Spagna (bandiera)    | C     | Galder Cerrajería   |
| 9  | Spagna (bandiera)    | A     | Guillermo Fernández |
| 10 | Argentina (bandiera) | C     | Leonardo Pisculichi |

| N. |                   | Ruolo | Calciatore      |
| -- | ----------------- | ----- | --------------- |
| 11 | Spagna (bandiera) | C     | Roberto Alarcón |
| 12 | Spagna (bandiera) | C     | Javi Gómez      |
| 13 | Spagna (bandiera) | P     | Óscar López     |
| 14 | Spagna (bandiera) | D     | Unai Elgezabal  |
| 18 | Spagna (bandiera) | D     | Aitor Córdoba   |
| 19 | Spagna (bandiera) | A     | Claudio Medina  |
| 20 | Spagna (bandiera) | D     | Rubén Lobato    |
| 21 | Spagna (bandiera) | C     | Saúl Berjón     |
| 22 | Spagna (bandiera) | C     | Miki Muñoz      |